# Ana de Alençon
Ana de Alençon (em francês:  Anne d’Alençon; Alençon, 30 de outubro de 1492 — Casale Monferrato, 18 de outubro de 1562) foi senhora de La Guerche e marquesa consorte de Monferrato, tendo exercido a regência do marquesado durante a menoridade do filho, Bonifácio IV, de 1518 até à morte deste, em 1530.

## Biografia
Ela era a filha mais nova dos três filhos de Renato de Alençon e de Margarida de Lorena-Vaudémont, tendo nascido dois dias antes da morte de seu pai. 
Em 1501, ficou noiva de Guilherme IX Paleólogo, marquês de Monferrato. Em 31 de outubro de 1508, dois dias pós ter feito 16 anos, Ana casa com Guilherme na Igreja de Saint-Sauveur de Blois.
Deste casamento nascem três filhos : 
1. Maria (Maria), nascida em 1509,
2. Margarida (Margherita), nascida em 1510;
3. Bonifácio (Bonifacio), nascido em 1512.

En 1517, a sua filha mais velha, Maria, ficou noiva de Frederico II Gonzaga,  filho de Isabel d’Este, futuro marquês e depois Duque de Mântua, mas o contrato de casamento foi anulado, após  Frederico ter acusado Maria da tentativa de envenenamento da sua amante, Isabella Boschetti, mulher do conde de Calvisano.
Aquando da morte do marido em 1518, o seu filho, então com 6 anos, herdou o marquesado com o título de Bonifácio IV, e Ana assumiu o papel de regente até à morte inesperada do jovem marquês em junho de 1530. Ana continua a envolver-se no governo de Monferrato tanto mais que a morte de Bonifácio reavivou o interesse de Frederico Gonzaga pelo casamento com Maria que, inesperadamente, morre em setembro de 1530. Frederico move, então, o seu interesse para uma aliança com a irmã mais nova, Margarida. Após ter analisado as diversas propostas de casamento apresentadas a Margarita, Ana opta pela união com a Casa de Gonzaga, e o casamento acaba por se realizar em outubro de 1531.
Quando, em 1533, o marquês João Jorge de Monferrato (cunhado de Ana e tio de Margarida) que entretanto sucedera ao pequeno Bonifácio IV, morre sem herdeiros, abre-se uma crise sucessória no marquesado. A Casa de Gonzaga e a Casa de Saboia apresentam os argumentos mais sólidos, mas o marquês de Saluzzo e o rei de França reivindicam igualmente o título. 
Durante este período, o Monferrato foi colocado sob sequestro pelo seu suserano, o imperador Carlos V. Finalmente, em 1536, o imperador investe conjuntamente Margarida Paleóloga e o seu marido Frederico Gonzaga como soberanos do Monferrato. Trata-se, sobretudo, de recompensar um dos seu mais fiéis apoiantes no norte de Itália. Mas é Ana que, na prática, mantem o governo do estado. Quando Frederico morre, em 1540, o seu filho de 7 anos, Francisco sucede-lhe como marquês de Monferrato e duque de Mântua. A regência do marquesado passa, então, para Margarida Paleóloga, assistida pelo cunhado, o cardeal Hércules Gonzaga.
Ana de Alençon retira-se, então, da vida pública e entra no convento das irmãs Dominicanas de Santa Catarina de Siena, adjacente ao seu palácio de Monferrato, onde morre (em 1562) pouco tempo antes do seu septuagésimo aniversário.

## A herança
Em 1525, pouco antes da batalha de Pavia, Ana e a sua irmã Francisca de Alençon recebem por testamento os bens patrimoniais do irmão Carlos IV de Alençon, morto sem herdeiros, embora os apanágios do duque de Alençon tenham sido reunidos à Coroa de França. Margarida de Angoulême, viúva de Carlos e irmã do rei Francisco I de França, contesta o testamento, em vão.
Uma parte dos senhorios franceses dos duques de Alençon passam, assim, aos Gonzaga, netos de Ana de Alençon, uma vez que esta designa como herdeiro a sua neta Isabel (filha mais velha de Frederico Gonzaga e de Margarida Paleóloga). Quando Isabel recusa a herança francesa, Margarida Paleóloga consegue que essa herança passe ao seu terceiro filho Luís Gonzaga, que já era pajem do delfim na corte de França.
Luís junta essa herança ao património da sua própria mulher, Henriqueta de Nevers, constituindo a base do património territorial do ramo francês dos Gonzaga, os Gonzaga-Nevers.